# 尼山
35°30′10.89″N 117°13′2.50″E / 35.5030250°N 117.2173611°E
尼山，原名尼丘山、㞾丘山、屔丘山，为避孔子諱省「丘」字。位于中华人民共和国山东省曲阜市城东南30公里尼山镇境内，海拔340余米，是孔子的出生地。尼山有尼山孔庙、尼山书院。还有祭祀叔梁纥的祠堂，與祭祀尼山神的毓圣侯祠。山下有尼山水库。1977年，尼山建筑群作为山东省文物保护单位，2006年尼山孔庙、尼山书院被列入第六批全国重点文物保护单位名单。
根据司马迁的《史记》，孔子的父母叔梁纥和颜徵在向尼山神祈禱后，生下孔子。
民間則传说孔子出生后，因相貌丑陋，被颜徵在遗弃在尼山的夫子洞，老鹰和老虎不但不敢侵害，還細心呵護。最后目睹這異像的颜徵在，立刻接回了孔子。

## 註解
1. ↑  《集韻．平聲．脂韻》：「㞾，山名。顏氏禱於㞾丘，生孔子。或从丘，通作『尼』。」

## 外部連結
[在维基数据编辑]
 《欽定古今圖書集成·方輿彙編·山川典·尼山部》，出自陈梦雷《古今圖書集成》
- 尼丘：孔子的出生地（繁體中文）